# Christian Höpfner
Christian Höpfner (* 5. März 1939 in Burgstall, Altmark; † 4. Dezember 2014 in Berlin) war ein deutscher Bildhauer, Medailleur, Grafiker und Hochschullehrer.

## Leben und Wirken
Von 1958 bis 1964 studierte er an der Hochschule für Bildende Künste Berlin (bei Richard Scheibe). Höpfner beendete das Studium als Scheibes Meisterschüler.  
In den Jahren 1964 bis 1969 arbeitete er als Hilfsarbeiter und freischaffender Bildhauer in Berlin.
1969 wurde er Assistent von Waldemar Grzimek am Lehrstuhl für Plastisches Gestalten, Fachbereich Architektur an der Technischen Hochschule Darmstadt, 1972 wurde er Dozent am FB Architektur der TH Darmstadt. 1977 folgte die Berufung auf einen Lehrstuhl für Bildhauerei an der Akademie der Bildenden Künste in Nürnberg.
Er ist Mitglied mehrerer Künstlerbünde: Darmstädter Sezession, Künstlergilde Esslingen, Schadowgesellschaft Berlin, Künstlerbund Schwabach, Gründungsmitglied und langjähriges Vorstandsmitglied des Künstlersonderbundes in Deutschland, Deutsche Gesellschaft für Medaillenkunst, ebenso der Gruppe Berliner Medailleure.
Sein Gesamtwerk umfasst die klassische Aktfigur, den Torso und das Porträt, meist für den Guss in Bronze modelliert. Kleinformatige plastische Studien, Zeichnungen und Grafiken runden das Werk ab. Im Jahr 1976 arbeitete er an Plastiken von Gerhard Marcks mit.
Höpfner gestaltete mehrere Motive für 10-Euro-Silbergedenkmünzen.
Höpfner lebte und arbeitete in Berlin und Nürnberg.
Am 4. Dezember 2014 verstarb Christian Höpfner im Alter von 75 Jahren.

## Auszeichnungen
- 1963: Georg-Kolbe-Preis
- 2003: Ernst-Rietschel-Kunstpreis